# Sanjay Subrahmanyam

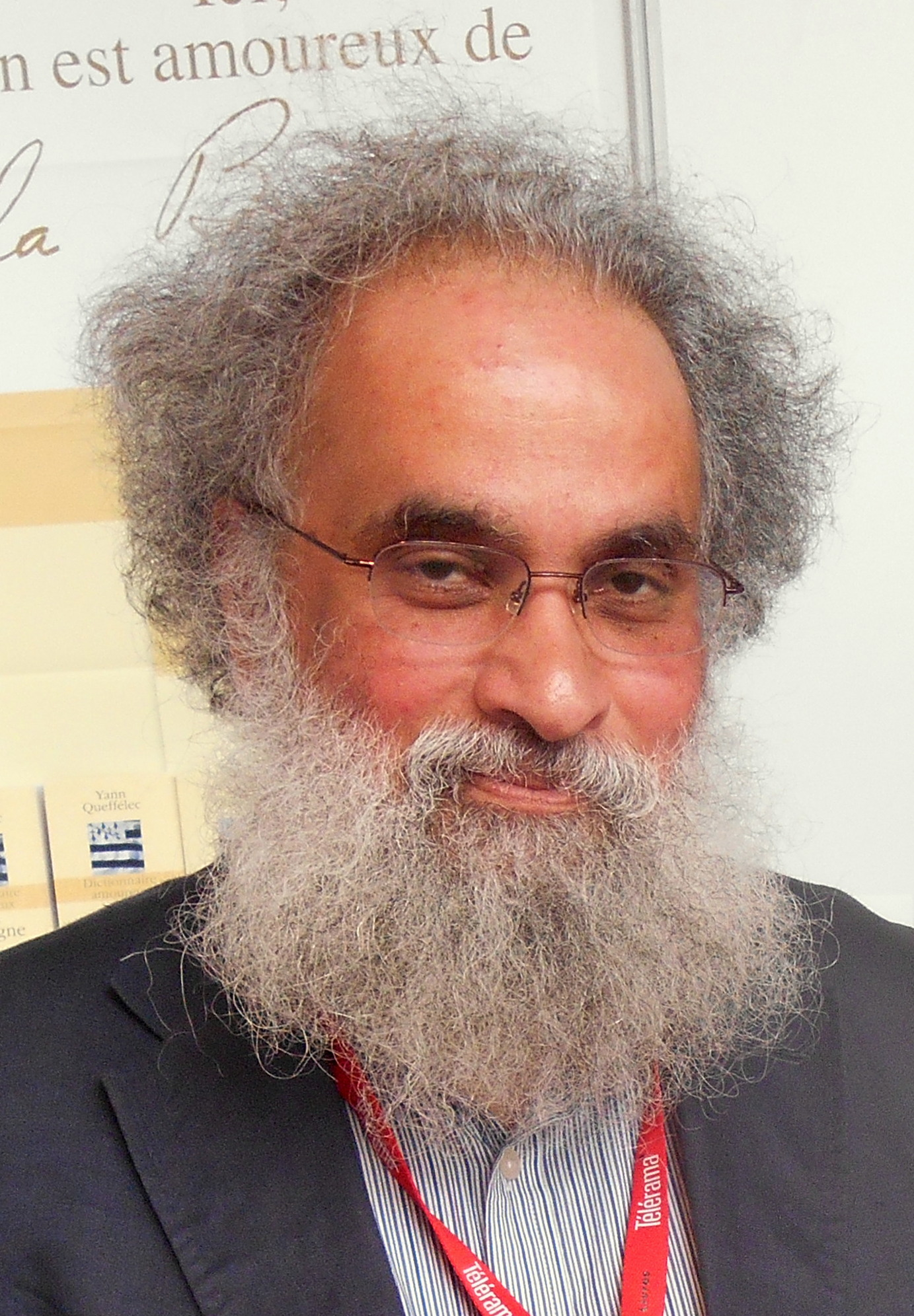
Sanjay Subrahmanyam auf dem Festival Étonnant Voyageur de Saint-Malo, 2014

Sanjay Subrahmanyam (* 21. Mai 1961 in Delhi) ist ein indischer Historiker der Frühen Neuzeit. Seit 2014 hat er den Irving and Jean Stone Endowed Chair an der UCLA in Los Angeles inne. Mit Serge Gruzinski und Patrick Boucheron vertritt er eine Form der Globalgeschichte, die Connected History, die mikrohistorisch Begegnungen von Kulturen und Schichten untersucht.

## Leben
Sanjay Subrahmanyam ist der Sohn von K. Subrahmanyam, einem Experten für Strategiefragen. Sein Bruder Subrahmanyam Jaishankar ist indischer Minister für Auswärtiges. Sanjay Subrahmanyam studierte Wirtschaft am St. Stephen’s College in Delhi, dann legte der den Master und die Promotion an der Delhi School of Economics ab. 1995 ging er nach Paris an die École des hautes études en sciences sociales, wo er Geschichte des Mogulreiches und vergleichende Geschichte moderner Reiche lehrte. 2001 vertrat er seine Auffassung von Connected History als Globalgeschichte in der Zeitschrift Annales. Die historische Studie über die Beziehungen zwischen Indien (Ganges) und Portugal (Tejo) im 16. Jahrhundert (2004) untermauerte diese Idee.
2002 folgte die Berufung auf den neuen Lehrstuhl an der Universität Oxford für indische Geschichte und Kultur. 2004 erhielt er den Navin and Pratima Doshi Chair am UCLA, 2005 wurde er der Gründungsdirektor des UCLA Center for India and South Asia.
2009 wurde er Mitglied der American Academy of Arts and Sciences, 2016 korrespondierendes Mitglied der British Academy und 2013 zum Professor am Collège de France auf dem Lehrstuhl Histoire Globale de la Première Modernité. Er ist Ehrendoktor der Université catholique de Louvain. 2012 erhielt er den Infosys-Preis für Geisteswissenschaften und 2019 den Dan David Prize in Geschichte (mit Kenneth Pomeranz, Chicago).

## Schriften
- The Political Economy of Commerce: Southern India, 1500–1650, Cambridge: Cambridge University Press, 1990.
- Improvising Empire: Portuguese Trade and Settlement in the Bay of Bengal, 1500–1700, Delhi: Oxford University Press, 1990.
- The Portuguese Empire in Asia, 1500–1700: A Political and Economic History, London and New York: Longman, 1993. 2. Auflage, 2012.
- The Career and Legend of Vasco da Gama, Cambridge: Cambridge University Press, 1997. ISBN 978-0-521-64629-1 (herausragende Neubewertung)[7]
- Penumbral Visions: Making Polities in Early Modern South India, Delhi/Ann Arbor: Oxford University Press/University of Michigan Press, 2001.
- Explorations in Connected History: From the Tagus to the Ganges, Delhi: Oxford University Press, 2004.
- Explorations in Connected History: Mughals and Franks, Delhi: Oxford University Press, 2004.
- Three Ways to be Alien: Travails and Encounters in the Early Modern World, (Menahem Stern Jerusalem Lectures), Waltham (Mass.): Brandeis University Press, 2011
  - Comment être un étranger: Goa – Ispahan – Venise, XVIe–XVIIIe siècles, Paris: Editions Alma, 2013.
- Courtly Encounters: Translating Courtliness and Violence in Early Modern Eurasia (Mary Flexner Lectures), Cambridge, Mass.: Harvard University Press, 2012.
- Impérios em Concorrência: Histórias Conectadas nos Séculos XVI e XVII, Lisbon: Imprensa de Ciências Sociais, 2012.
- Is 'Indian Civilization' a Myth?: Fictions and Histories, Ranikhet: Permanent Black, 2013
  - Leçons indiennes: Itinéraires d'un historien, Paris: Editions Alma, 2015.
- Aux origines de l'histoire globale (Inauguralvorlesung am Collège de France), Paris: Fayard, 2014.
- Mondi connessi: La storia oltre l'eurocentrismo, sec. XVI–XVIII, Rome: Carocci, 2014.
- L’Inde sous les yeux de l’Europe. Mots, peuples, empires 1500–1800, Paris, Alma, 2018.
- Empires Between Islam and Christianity, 1500–1800, New York: State University of New York Press, 2019.
- Faut-il universaliser l’histoire? Entre dérives nationalistes et identitaires, Paris: CNRS editions, 2020.

### Herausgeber
- (Hg.) Merchants, Markets and the State in Early Modern India, Delhi: Oxford University Press, 1990.
- (Hg.) Money and the Market in India, 1100–1700, Delhi: Oxford University Press, (Series: Themes in Indian History), 1994.
- (Hg.) Merchant Networks in the Early Modern World (Bd. 8, An Expanding World). Aldershot: Variorum Books, 1996.
- (Hg.) mit Kaushik Basu: Unravelling the Nation: Sectarian Conflict and India's Secular Identity, New Delhi: Penguin Books, 1996.
- (Hg.) Sinners and Saints: The Successors of Vasco da Gama, Delhi: Oxford University Press, 1998.
- (Hg.) mit Claude Markovits, Jacques Pouchepadass: Society and Circulation: Mobile People and Itinerant Cultures in South Asia, 1750–1950, New Delhi: Permanent Black, 2003.
- (Hg.) Land, Politics and Trade in South Asia, Delhi: Oxford University Press, 2004.
- (Hg.) mit David Armitage: The Age of Revolutions in Global Context, c. 1760–1840, Basingstoke: Palgrave Macmillan, 2009.
- (Mithg.) The Cambridge World History, Vol. VI: The Construction of a Global World, 1400–1800 CE, 1 & 2, Cambridge: Cambridge University Press, 2015.
- (Hg.) mit Henning Trüper and Dipesh Chakrabarty: Historical Teleologies in the Modern World, London: Bloomsbury, 2015.

## Einzelbelege
1. ↑  UCLA History. Abgerufen am 19. Mai 2022.
2. ↑  Biografie. (college-de-france.fr [PDF]).
3. ↑  Sanjay Subrahmanyam: Du Tage au Gange au XVIe siècle : une conjoncture millénariste à l'échelle eurasiatique. In: Annales. Histoire, Sciences Sociales. Band 56, Nr. 1, 2001, ISSN 0395-2649, S. 51–84, doi:10.3406/ahess.2001.279934.
4. ↑  Sanjay Subrahmanyam, historien global. Université catholique de Louvain, abgerufen am 21. Dezember 2019.
5. ↑  Infosys Prize - Laureates 2012 - Prof. Sanjay Subrahmanyam. In: infosys-science-foundation.com. Abgerufen am 20. Mai 2022 (englisch).
6. ↑  Sanjay Subrahmanyam - Dan David Prize
7. ↑  Vasco de Gama, le revers de la légende. 30. März 2012, abgerufen am 20. Mai 2022 (französisch).

| Personendaten    | Personendaten        |
| ---------------- | -------------------- |
| NAME             | Subrahmanyam, Sanjay |
| KURZBESCHREIBUNG | indischer Historiker |
| GEBURTSDATUM     | 21. Mai 1961         |
| GEBURTSORT       | Delhi                |